# Dyplomata

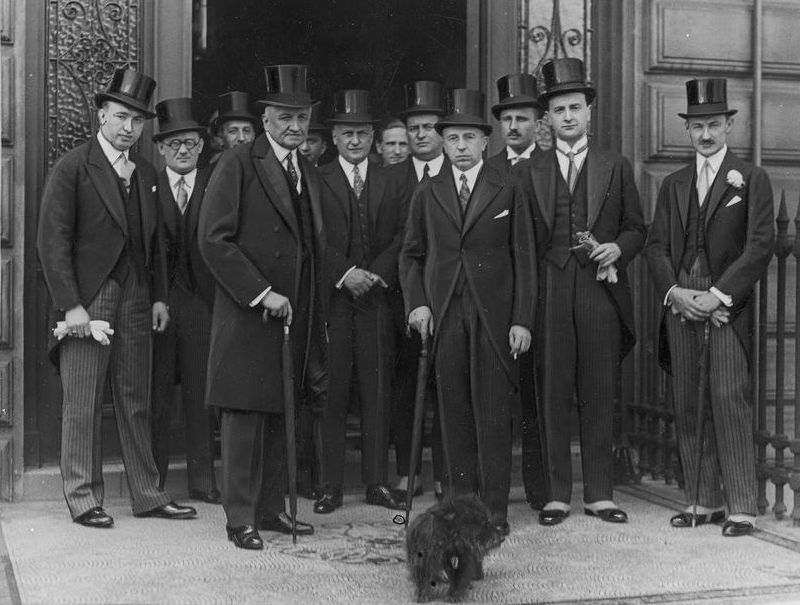
Delegacja polska przed budynkiem Ambasady RP w Londynie (1933)

Dyplomata lub przedstawiciel dyplomatyczny (ang. diplomatic representative, fr. représentant diplomatique, niem. diplomatischer Vertreter) – oficjalny przedstawiciel państwa za granicą, czyli zatrudniony w dyplomacji.
Państwo, które dyplomata reprezentuje, nazywamy państwem wysyłającym, zaś państwo, w którym jest akredytowany – państwem przyjmującym. Wszyscy przedstawiciele dyplomatyczni akredytowani w określonym państwie tworzą jego korpus dyplomatyczny.

## Historia
Początki działalności, którą dziś nazywamy służbą zagraniczną, sięgają czasów starożytnych. Starożytna Grecja i Rzym posługiwały się wysłannikami w celu załatwienia konkretnych spraw, załagodzenia sporu, uzgodnienia umowy, itp. W Grecji nazywano ich presbeis, zaś w Rzymie oratores lub legati.  Podstawowymi umiejętnościami, którymi musieli się oznaczać wysłannicy, były umiejętności krasomówcze oraz znajomość retoryki i erystyki. Rzym starożytny posiadał także szczególny rodzaj służby zagranicznej – feciales. Wysyłano ich wtedy, gdy domagano się wyjaśnień i odszkodowania od innego kraju. Ich misja często poprzedzała rozpoczęcie wojny.
Na przełomie średniowiecza i czasów nowożytnych stałą służbę dyplomatyczną zorganizowały niektóre republiki włoskie. Pierwszy regulamin dyplomatyczny dla swoich posłów (oratores) wydała Wenecja. Z czasem szczególnie rozwinięte i wpływowe stały się służby dyplomatyczne Francji i Anglii.

## Kto jest przedstawicielem dyplomatycznym?
- szefowie misji dyplomatycznych, czyli m.in. ambasador, nuncjusz apostolski, wysoki komisarz (tylko w relacjach pomiędzy krajami Wspólnoty Narodów), poseł, chargé d'affaires, a także
- członkowie personelu dyplomatyczno-konsularnego misji, czyli osoby posiadające stopień dyplomatyczny, np. radca – minister, radca, I, II lub III sekretarz, attaché.

## Zadania dyplomaty
- reprezentowanie swego kraju w państwie przyjmującym
- ochrona dyplomatyczna interesów swojego państwa i opieka nad jego obywatelami (również osobami prawnymi) w granicach ustalonych przez prawo międzynarodowe;
- negocjowanie – prowadzenie rokowań z władzami państwa przyjmującego
- informowanie – przekazywanie swojemu państwu informacji jawnych o warunkach panujących w państwie przyjmującym, o jego polityce wewnętrznej i zewnętrznej (tzw. biały wywiad)
- promowanie współpracy i przyjaznych stosunków między oboma państwami

Dyplomata może też niekiedy pełnić niektóre funkcje konsularne, ale nie wchodzą one w zakres typowych zadań przedstawiciela dyplomatycznego. Dla zabezpieczenia właściwego wykonywania swoich funkcji przedstawicielom dyplomatycznym przysługuje szereg przywilejów i immunitetów dyplomatycznych. Przysługują one także członkom ich najbliższych rodzin zamieszkałym we wspólnym gospodarstwie domowym (współmałżonek, dzieci).